# Liste des Justes des Yvelines
Cette liste recense les  personnes ayant reçu le titre de Juste parmi les nations par le Comité pour Yad Vashem, dont le nom figure sur le Mur d'honneur du Jardin des Justes, résidant dans le territoire des Yvelines, département français de Seine-et-Oise à l'époque. 

## Liste alphabétique des Justes des Yvelines
- Lucienne Cauchois, Évecquemont,
- Victor Cauchois, Évecquemont,
- Bernadette Ferrarini (fille des Cauchois), Évecquemont,
- Henri Debauge, Brueil-en-Vexin,
- Thérèse Debauge, Brueil-en-Vexin,
- Marthe Delesalle (Mère Annette), Versailles,
- Marguerite Olivier (Sœur Marguerite Philomène), Versailles,
- Léopoldine Gareau, Houilles,
- Lucien Gareau, Houilles,
- Adèle Lambert, Maurepas,
- André Lambert, Maurepas,
- Adeline Langlois, Saint-Cyr-l'École,
- Edmond Langlois, Saint-Cyr-l'École,
- Antoinette et Marcel Loubeau[Note 1],[2],[3].
- Thérèse Monnais, Orphin,
- Gérard Monod, Aubergenville,
- Madeleine Monod, Aubergenville,
- Henri Rioufol, Saint-Cyr-l'École,
- Joséphine Sébille, Le Chesnay,
- Yves Sébille, Le Chesnay,
- Colette Sébille Zimmerman (fille des  Sébille), Le Chesnay,
- Alice Staudemann, Garancières-la Queue[réf. incomplète],
- Jean-Marie Viollet (abbé), Chatou,
- Armand Zahler, Mareil-Marly,
- Céline Zahler, Mareil-Marly,

## Pour approfondir